# هارالد هالوورشن
هارالد هالوورشن (انگلیسی: Harald Halvorsen; ۳ مهٔ ۱۸۸۷ – ۱۱ اوت ۱۹۶۵) ژیمناست هنری اهل نروژ بود.